# Persoonia chamaepitys
Persoonia chamaepitys (лат.) — стелющийся кустарник, вид рода Персоония (Persoonia) семейства Протейные (Proteaceae), эндемик штата Новый Южный Уэльс в Австралии. Невысокий кустарник с ярко-зелёными шиповидными листьями и мелкими жёлтыми цветками, появляющимися летом и осенью.

## Ботаническое описание
Persoonia chamaepitys — небольшой стелющийся кустарник высотой до 20 см и до 1-2 м в поперечнике. Молодые веточки опушённые. Крошечные шиповидные листья размером 0,7-1,9 см в длину и 0,5-1 мм в ширину. Цветение происходит весной и летом (с октября по январь). Мелкие цветки жёлтые, растут из концов или около концов веточек.

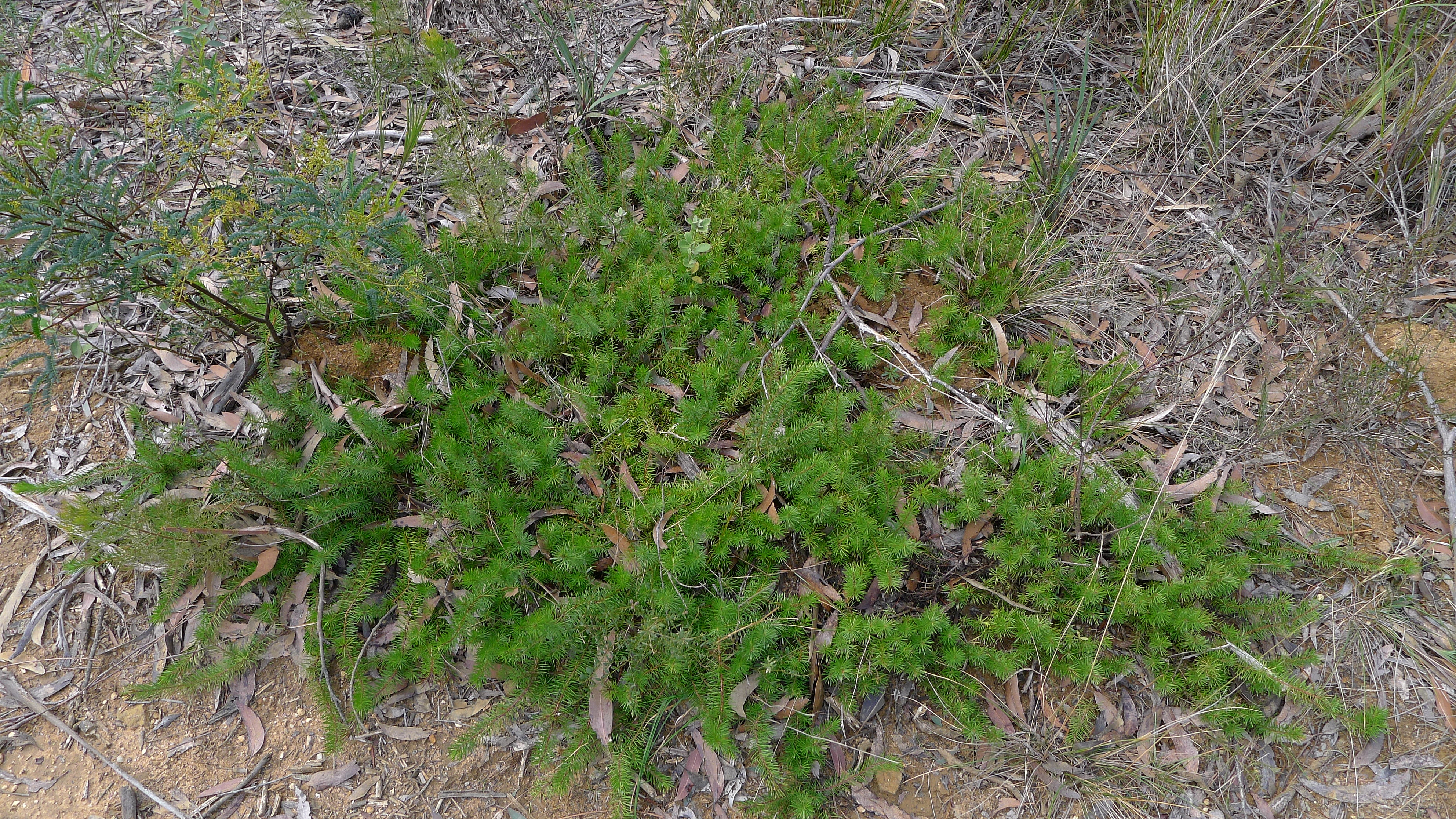
Общий вид растения
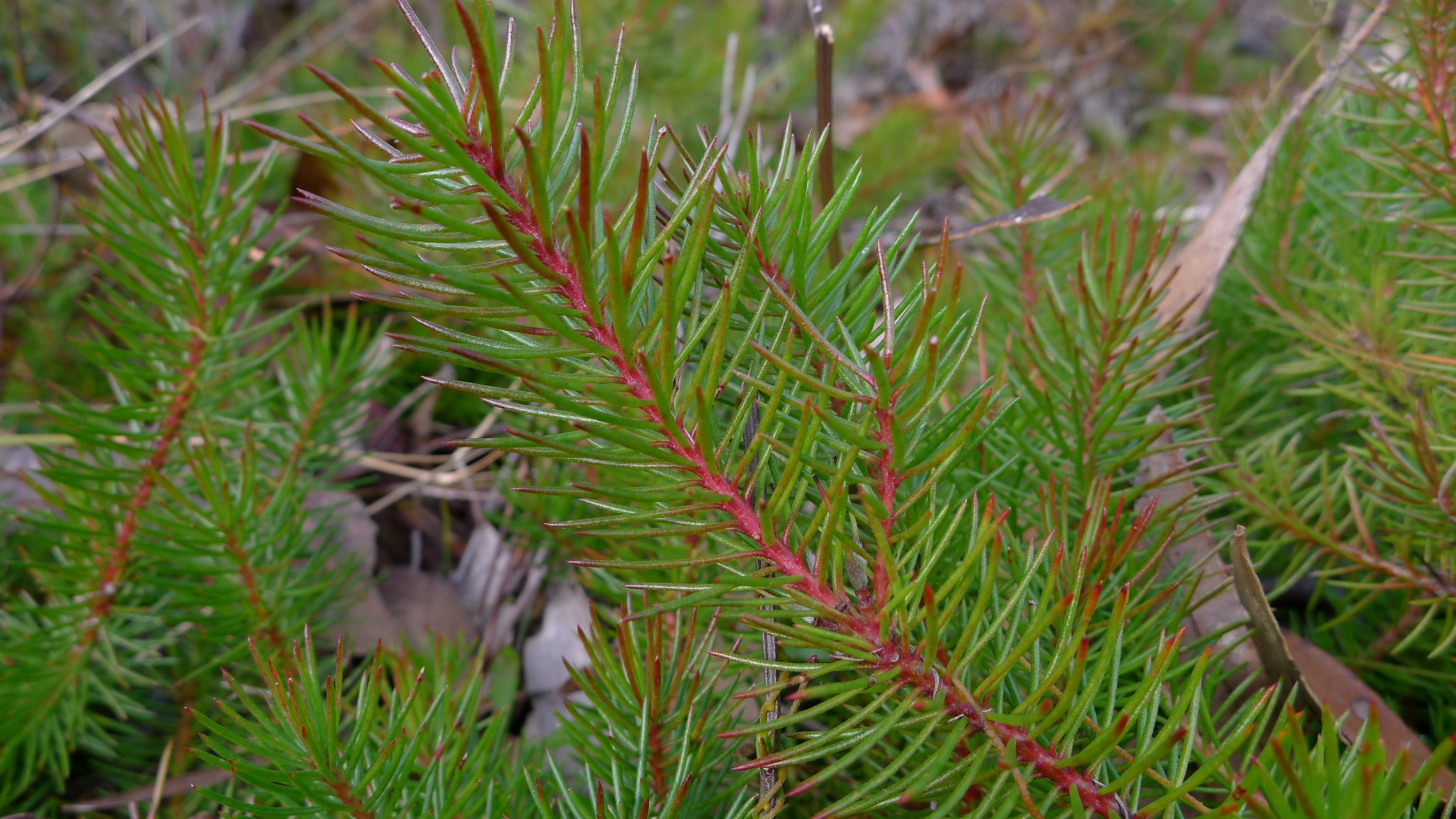
Листья
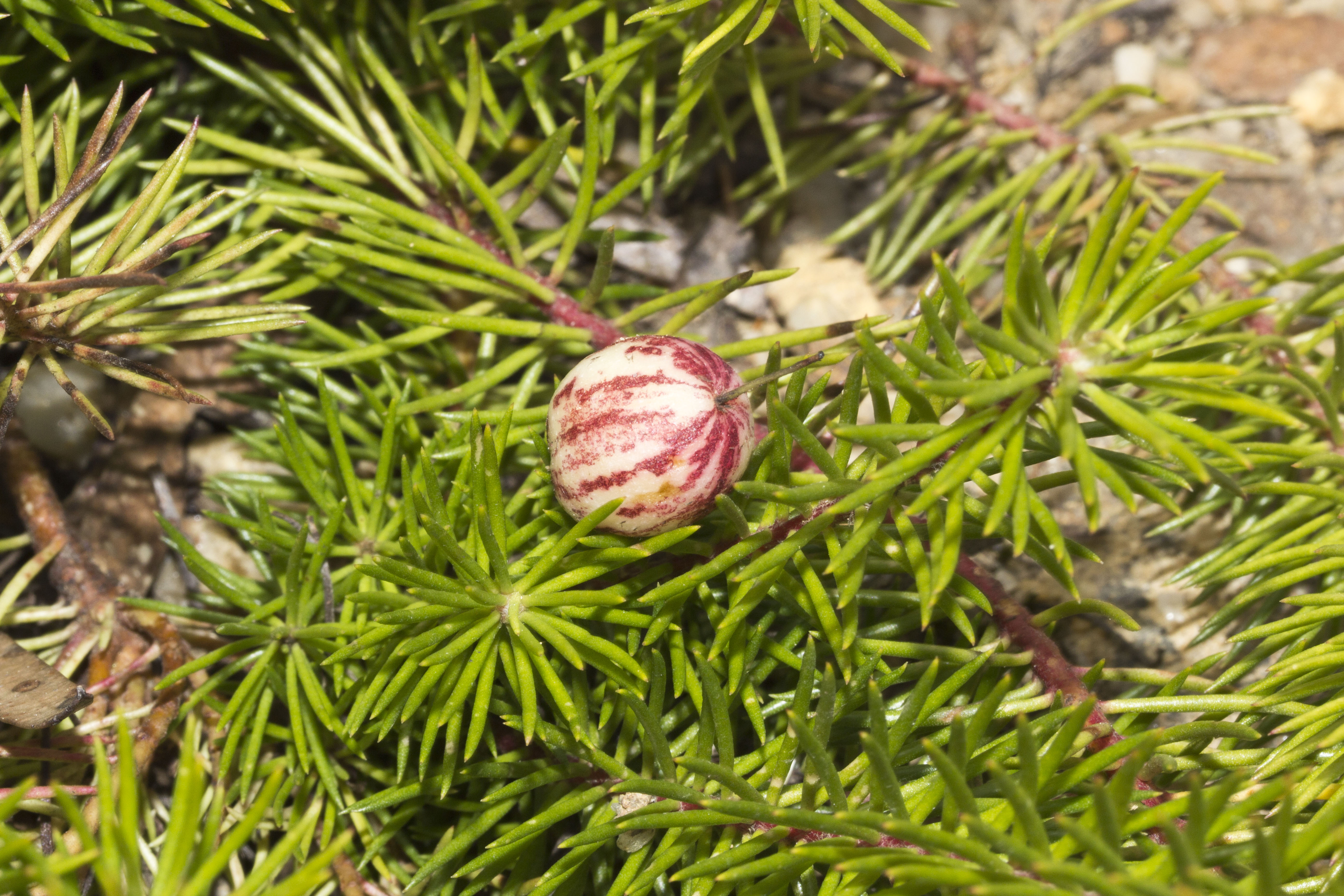
Плоды

## Таксономия
Впервые вид был официально описан в 1825 году австрийскими ботаниками Алланом Каннингемом. Происхождение типового экземпляра неизвестно. Видовой эпитет — от древнегреческих слов chamae, означающего «обнимать землю» и pitys, «сосна», из-за сходства листвы с сосновыми иголками.
В 1870 году Джордж Бентам опубликовал первую внутриродовую организацию Persoonia в пятом томе своей знаменитой Flora Australiensis. Бентам разделил род на три секции, поместив P. chamaepitys в P. sect. Amblyanthera. В пределах рода Persoonia P. chamaepitys классифицируется в группе lanceolata, группе из 54 близкородственных видов с похожими цветами, но очень разной листвой. Эти виды часто скрещиваются друг с другом, где встречаются два члена группы Common names include creeping geebung, prostrate geebung, and mountain geebung..

## Распространение и местообитание
Persoonia chamaepitys — эндемик австралийского штата Новый Южный Уэльс. Ареал ограничена центральной частью Нового Южного Уэльса от верховий долины Гоулберн на юг через Голубые горы и плато Воронора до хребта Будаванг. Растение довольно обычно от Катумбы до Маунт-Виктория. растёт на высоте от 360 до 1100 м над уровнем моря на песчаниковых почвах в вересковых пустошах или в сухих склерофилловых лесах на склонах или холмах.

## Экология
На цветках P. chamaepitys кормятся пчёлы из родов пчёлы-каменщицы (Chalicodoma) и Hylaeus и одиночные осы, хотя опылителями являются только вид пчёл Leioproctus raymenti. Плоды едят и разбрасывают позвоночные животные, такие как кенгуру, опоссумы, курравонги и другие крупные птицы. Во время лесных пожаров P. chamaepitys погибает и популяция восстанавливается из семян, сохранившихся в почве.

## Культивирование
Вид иногда встречается в культуре, но оказалось, что его трудно размножить семенами или черенками. Это красивое растение для альпийских садов с ярко-зелёной листвой и жёлтыми цветками.